# Lonsdaleit
Lonsdaleit je jedna od alotropskih modifikacija ugljika. Ime je dobio prema britanskoj kristalografkinji Kathleen Lonsdale. Prvi je put pronađen i opisan 1967. godine proučavanjem meteorita Canyon Diablo koji je udario u područje današnje Arizone prije oko 50 000 godina.  Smatra se da je nastao kao posljedica udara o Zemlju meteorita koji je sadržavao grafit. Visoka temperatura i udar uzrokovali su prijelaz grafita u dijamant, ali zadržala mu se šesterokutna struktura grafita.

## Svojstva
Proziran je i žućkaste nijanse.
Općenito se smatra da je lonsdaleit po mehaničkim svojstvima superioran dijamantu, međutim, kako je vrlo teško dobiti čisti mineral, to nije laboratorijski dokazano. 
Teorijski, čisti lonsdaleit trebao bi za gotovo 60% biti tvrđi od dijamanta. U praksi, tvrdoća mu je nešto manja (6 do 8 stupnjeva po Mohsovoj skali tvrdoće). Razlika se objašnjava nepravilnostima u strukturi i postojanjem nečistoća. Upravo su te strukturne nepravilnosti razlog zašto neki znanstvenici dovode u pitanje postojanje lonsdaleita kao posebnog materijala.